# Маркович, Оливера

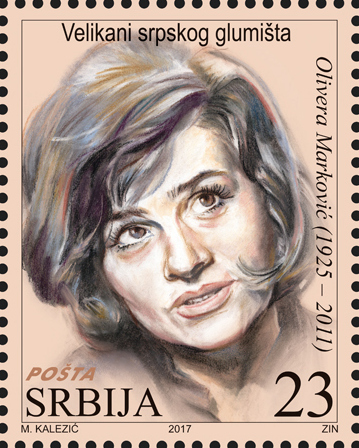
Почтовая марка Сербии

Оливе́ра Ма́ркович (урождённая Оливера Джорджевич; сербохорв. Olivera Marković, 3 мая 1925, Белград, Югославия — 2 июля 2011, Белград, Сербия) — югославская, впоследствии сербская актриса театра и кино.

## Биография
С детства увлекалась театром, в 9 лет создала свою первую «театральную труппу», в которой была автором и постановщиком пьес, главной исполнительницей. Закончила театральную академию, с 1951 — в Белградском театре драмы. В кино дебютировала в 1954 году, снялась более чем в 160 фильмах, включая телевизионные сериалы. Признанная исполнительница русских романсов.
В театре играла в постановках произведений Шекспира, Мольера, Гольдони, Лабиша, Гоголя, Достоевского, Чехова, Шоу, Мирослава Крлежи, О’Нила, Брехта, Ануя, А.Миллера, Теннесси Уильямса и др.
Первый муж — актёр Раде Маркович (1921—2010), супруги развелись в 1964, второй — актёр Душан Булаич (1932—1995). Сын от первого брака — режиссёр театра и кино Горан Маркович (род. 1946).
Скончалась после тяжелой болезни.

## Избранная фильмография
- В горах Югославии (1946, Абрам Роом)
- Подозрительная личность (1954, Предраг Динулович, Сойя Йованович)
- Шолая (1955, Воислав Нанович)
- Поезд вне расписания (1959, Велько Булайич)
- Председатель — центральный нападающий (1960, Жорж Скригин)
- Бурлящий город (1961, Велько Булайич)
- Козара (1962, Велько Булайич)
- Сибирская леди Макбет (1962, Анджей Вайда, в роли Катерины Измайловой)
- Мужчины (1963, Мило Джуканович)
- Служебное положение (1964, Фадил Хадзич, премия КФ в Пуле Золотая арена лучшей актрисе)
- Национальный класс (1978, Горан Маркович)
- Развод на некоторое время (1980, Милан Йелич)
- Мастера, мастера (1980, Горан Маркович)
- Мой папа на некоторое время (1982, Милан Йелич)
- Балканский экспресс (1983, Бранко Балетич, премия Золотая арена лучшей актрисе второго плана)
- Балканский экспресс-2 (1988, Предраг Антониевич, Александр Джорджевич)
- Сборный пункт (1989, Горан Маркович)
- Тито и я (1992, Горан Маркович)
- Бульвар Революции (1992, Владимир Блажевски)
- Вуковар, одна притча (1994, Боро Драшкович)
- Взгляд Улисса (1995, Тео Ангелопулос)
- Бурлескная трагедия (1995, Горан Маркович)
- Раненая земля (1999, Драгослав Лазич)
- Кордон (2002, Горан Маркович)
- Мир тесен (2003, Милош Радович)
- Падение в рай (2004, Милош Радович)

## Признание
Высшая театральная премия Сербии за жизненное достижение (1997). Названа пятой в перечне 100 лучших сербских актёров и актрис XX в., составленном белградской газетой Вечерние новости к концу столетия (декабрь 2000).